# 近藤克則
近藤 克則（こんどう かつのり、1958年 - ）は、日本の社会福祉学者。千葉大学教授、日本福祉大学客員教授。学位は、博士（医学）、博士（社会福祉学）。専門の社会疫学、医療経済・政策学、リハビリテーション医学について、介護予防を目指す日本老年学的評価研究（JAGES）プロジェクトを立ち上げ、地域レベルの因子に目を配った社会疫学と健康格差をテーマにする。イギリスと日本の医療政策やケアの質に着目、超高齢社会を視座に置く政策の評価、またリハビリテーションから終末期にいたる介護の受益者のデータ集積、看取りを迎えるまでのケアのあり方と管理を研究する。2021年7月時点で『毎日新聞』「医療プレミアム」執筆者。

## 来歴
1983年千葉大学医学部卒、1985年に東京大学医学部附属病院リハビリテーション部にて医員を務め、1992年から船橋二和病院リハビリテーション科にて科長職に就くと1997年に日本福祉大学の助教授に転じる。1999年千葉大学にて医学博士号を受け、ケント大学カンタベリー校客員研究員を経て（2000年 - 2001年）、2003年教授。2014年4月から千葉大学予防医学センター教授、2016年4月から国立長寿医療研究センター老年学評価研究部長。
日本福祉大学では2005年より保健福祉学科長、2007年に同学大学院社会福祉学研究科長、2009年より同学大学院医療・福祉マネジメント研究科長と健康社会研究センター長を兼務した。

## 受賞歴
『健康格差社会ー何が心と健康を蝕むのか』（2005年上梓）で 社会政策学会賞奨励賞受賞。同書で2007年、日本福祉大学社会福祉学博士号を授かる。社会的格差が健康の格差を生むという主張の日本における代表的存在である。

## 主な著作
- 大井通正（共編著）『脳卒中リハビリテーション』医歯薬出版、2000年。
- 共編『臨床医マニュアル』医歯薬出版 2000年。
- 三重野卓（共編）『福祉国家の医療改革』 東信堂 2003年。
- 『「医療費抑制の時代」を超えて イギリスの医療・福祉改革』医学書院、2004年[15][16]。
- 宮田和明・樋口京子（共編）『在宅高齢者の終末期ケア』中央法規出版、2004年。
- 『テキスト医療・福祉マネジメント』ミネルヴァ書房、2005年。
- 『健康格差社会 何が心と健康を蝕むのか』医学書院、2005年[17]。
- 『医療・福祉マネジメント 福祉社会開発に向けて』ミネルヴァ書房、2007年。
- 編著『検証「健康格差社会」 介護予防に向けた社会疫学的大規模調査」医学書院、2007年[18]。
- 共編著『高齢者の終末期ケア-ケアの質を高める4条件とケアマネジメント・ツール』中央法規出版、2010年。
- 『「健康格差社会」を生き抜く』朝日新聞社、2010年。
- 編著『Health Inequalities in Japan: An Empirical Study of the Older People』メルボルン：Trans Pacific Press、2010年。
- 『医療・福祉マネジメント-福祉社会開発に向けて 改訂版』ミネルヴァ書房、2012年。
- 『「医療クライシス」を超えて-イギリスと日本の医療・ 介護のゆくえ-』医学書院、2012年。
- 「データ・マネジメント・システムの概要と課題」リハビリテーション医学白書委員会（編）『リハビリテーション医学白書』2013年版、日本リハビリテーション医学会（監修）、2013年。
- 高尾総司、近藤尚己、白井こころ（共同監訳）『ソーシャル・キャピタルと健康政策 : 地域で活用するために』イチロー・カワチ、高尾総司、S・V・スブラマニアン（編）、日本評論社、2013年。
- 述「保健・医療・介護ビッグデータの構築・活用の可能性と課題」『持続可能な介護に関する研究会」報告書』財務省財務総合政策研究所、2015年。

- 「ソーシャル・キャピタルと健康長寿」『医療レジリエンス : 医学アカデミアの社会的責任』 福原俊一 編集代表、医学書院、2015年。
- 述「社会経済的要因による健康格差」 『地域包括ケアの課題と未来 : 看取り方と看取られ方 : 亀田総合病院地域医療学講座』小松秀樹、小松俊平、熊田梨恵（編）、ロハスメディア、2015年。
- 編著『講座ケア : 新たな人間-社会像に向けて 4』 ミネルヴァ書房、2016年。
  - 「ケアと健康 : 社会・地域・病い」編著
  - 「ケアと健康の関係を考える」著
- 『健康格差社会への処方箋』医学書院、2017年。
- 『医療・福祉マネジメント : 福祉社会開発に向けて』ミネルヴァ書房〈MINERVA福祉専門職セミナー ; 17〉（第3版）、2017年
- 『長生きできる町』KADOKAWA〈角川新書 ; K-232〉、2018年。
- 『研究の育て方 : ゴールとプロセスの「見える化」』医学書院、2018年。
- 編『住民主体の楽しい「通いの場」づくり : 「地域づくりによる介護予防」進め方ガイド』日本看護協会出版会、2019年。
- 小橋元、黒田研二、千代豪昭（共編）『学生のための医療概論』医学書院（第4版）、2020年。
- 「ソーシャル・キャピタルの登場と批判」『叢書ソーシャル・キャピタル』第6巻、ミネルヴァ書房、2020年。